# Helga Königsdorf

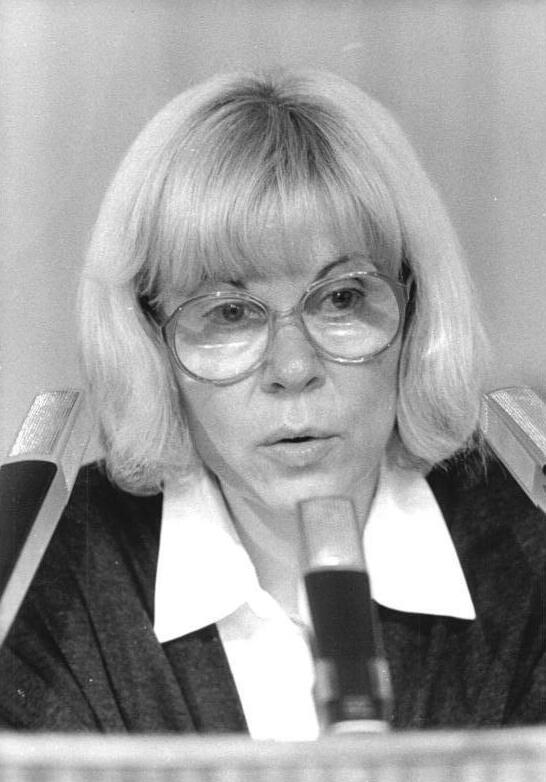
Helga Königsdorf auf dem 10. Schriftstellerkongress der DDR, 1987

Helga Königsdorf, verehelicht Bunke (* 13. Juli 1938 in Gera; † 4. Mai 2014 in Berlin) war eine deutsche Mathematikerin und Schriftstellerin.

## Leben

### Ausbildung und universitäre Karriere
Helga Königsdorf studierte Physik in Jena und Berlin. Sie promovierte 1963 an der Humboldt-Universität mit der Arbeit Zur Stabilität stochastischer Differentialgleichungssysteme, 1972 erfolgte ihre Habilitation. Von 1961 bis 1990 arbeitete sie am Mathematischen Institut der Akademie der Wissenschaften der DDR in Ost-Berlin, wo sie die Abteilung für Wahrscheinlichkeitsrechnung und Statistik leitete. 1974 wurde sie zur Professorin berufen. 1990 wurde sie aus gesundheitlichen Gründen vorzeitig emeritiert. Als Mathematikerin veröffentlichte sie unter dem Namen Helga Bunke.

### Literarische Karriere
Königsdorf veröffentlichte 1978 in der DDR ihre ersten Erzählungen. Sie setzte sich wie Christa Wolf, Brigitte Reimann und Maxie Wander in den 1970er und 1980er Jahren mit den Folgen der in der DDR praktizierten Gleichberechtigung der Frauen auseinander.
1990 dokumentierte sie den Abschied von der DDR in 18 Gesprächsprotokollen (Adieu DDR) sowie eine Collage aus Briefen, Reden, Zeitungsmeldungen u. a. (1989 oder ein Moment Schönheit) und reflektierte später in mehreren Essays die Geschichte der DDR. Viele ihrer Erzählungen befassen sich mit dem Wissenschaftsbetrieb in der DDR. Königsdorf war Mitglied im PEN-Zentrum Deutschland.

### Privates
Königsdorf war mit dem Mathematiker Olaf Bunke verheiratet. Der Mathematiker Ulrich Bunke ist ihr gemeinsamer Sohn, die deutsch-argentinische Guerillera Tamara Bunke war ihre Schwägerin. Mehr als 30 Jahre litt Helga Königsdorf unter der Parkinsonschen Krankheit.

## Werke (Belletristik)
- Meine ungehörigen Träume (Geschichten, 1978), Aufbau-Verlag
- Der Lauf der Dinge (Erzählungen, 1982), Aufbau-Verlag
- Respektloser Umgang (Erzählung, 1986), Aufbau-Verlag
- Lichtverhältnisse (Geschichten, 1988), Aufbau-Verlag
- Ungelegener Befund (Erzählung, 1990), Aufbau-Verlag
- 1989 oder ein Moment Schönheit. Eine Collage aus Briefen, Gedichten und Texten (1990), Aufbau-Verlag
- Adieu DDR (Protokolle, 1990)
- Gleich neben Afrika (Erzählung, 1992), Rowohlt Verlag, Berlin
- Im Schatten des Regenbogens (Roman, 1993), Aufbau-Verlag
- Über die unverzügliche Rettung der Welt (Essays, 1994), Aufbau-Verlag
- Unterwegs nach Deutschland (Protokolle, 1995), Rowohlt Verlag, Reinbek b. Hamburg
- Die Entsorgung der Großmutter (Roman, 1997), Aufbau-Verlag

- Landschaft in wechselndem Licht (Erinnerungen, 2002), Aufbau-Verlag

## Schriften (Mathematik)
- Helga Bunke: Gewöhnliche Differentialgleichungen mit zufälligen Parametern. Akademie-Verlag, Berlin 1972.
- Olaf Bunke, Helga Bunke (Hrsg.): Statistical methods of model building. Berlin 1986.
- Olaf Bunke, Helga Bunke (Hrsg.): Nonlinear regression, functional relations and robust methods. 2 Bände. New York 1989.

## Auszeichnungen
- 1985: Heinrich-Mann-Preis
- 1992: Roswitha-Preis